# Velká Skrovnice
Velká Skrovnice (německy Groß Skraunitz) je obec v okrese Ústí nad Orlicí v Pardubickém kraji. Žije zde 302 obyvatel.

## Historie
První písemná zmínka o obci pochází z roku 1349.

## Obyvatelstvo
| Rok            | 1869 | 1880 | 1890 | 1900 | 1910 | 1921 | 1930 | 1950 | 1961 | 1970 | 1980 | 1991 | 2001 | 2011 | 2021 |
| -------------- | ---- | ---- | ---- | ---- | ---- | ---- | ---- | ---- | ---- | ---- | ---- | ---- | ---- | ---- | ---- |
| Počet obyvatel | 598  | 644  | 612  | 546  | 531  | 524  | 462  | 331  | 300  | 288  | 291  | 299  | 287  | 261  | 256  |
| Počet domů     | 109  | 111  | 111  | 107  | 103  | 100  | 99   | 102  | 92   | 84   | 87   | 99   | 103  | 107  | 110  |

## Obecní správa
V letech 1869–1890 Velká Skrovnice byla jako osada obce k Skrovnici v okrese Rychnov. Od roku 1900 je obcí v okrese Rychnov nad Kněžnou (1900–1930) a později v okrese Ústí nad Orlicí.

### Části obce
- Velká Skrovnice
- Malá Skrovnice